# Ilex pallida
Ilex pallida är en järneksväxtart som beskrevs av Standley. Ilex pallida ingår i släktet järnekar, och familjen järneksväxter. Inga underarter finns listade i Catalogue of Life.